# 가사하라촌 (후쿠오카현)
가사하라촌(笠原村)은 후쿠오카현 야메군에 설치되었던 촌이다. 현재의 야메시에 해당한다.